# Saint Luke's

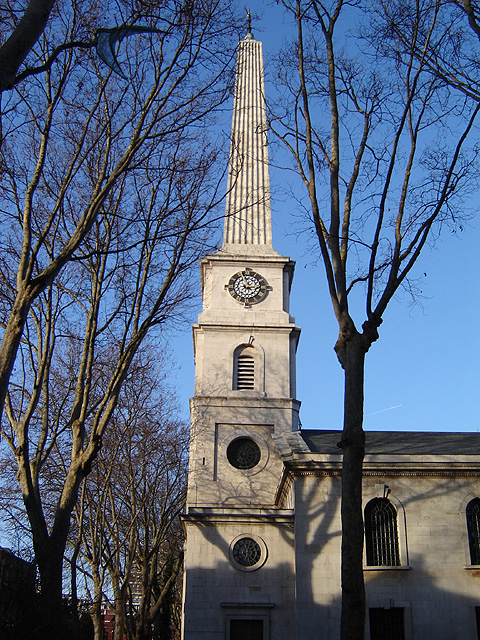
La chiesa di St Luke's

St Luke's è un'area del London Borough of Islington, proprio sopra la City, che si estende da City Road a Finsbury Square e Whitecross Street.

## Etimologia
Il suo nome deriva dalla chiesa di St Luke's, ad ovest della stazione della Tube di Old Street. 
Fu storicamente una parrocchia civile e religiosa fino al 20º secolo, che copriva il territorio del maniero di Finsbury.

## Whitecross Street Market
Whitecross Street Market è un mercato con le bancarelle poste ai margini della strada, che peraltro è anche chiusa al traffico. C'è un mercatino ogni giorno della settimana ed un mercato del cibo più largo durante i giovedì e i venerdì. Occasionalmente sono presenti anche sagre.
Il mercato era durante il XVII secolo uno dei più grandi mercati domenicali di Londra; infatti oggi il commercio è limitato durante la pausa pranzo. Alla fine del XIX secolo, nell'area erano presenti povertà e alcol e per questa ragione diventò conosciuta come Squalors' Market.